# Хашгортъёган
Хашгортъёган (устар. Хат-Горт-Юган) — река в Шурышкарском районе Ямало-Ненецкого АО. Устье реки находится у деревни Хашгорт, в 433 км по правому берегу Оби. Длина реки 87 км.
В 17 км по правому берегу впадает Касканъёган, в 23 км по левому — Тонтыхортыёган, в 56 км по правому — Коянъёган.

## Данные водного реестра
По данным государственного водного реестра России относится к Нижнеобскому бассейновому округу, водохозяйственный участок реки — Обь от впадения реки Северная Сосьва до города Салехард, речной подбассейн реки — бассейны притоков Оби ниже впадения Северной Сосьвы. Речной бассейн реки — (Нижняя) Обь от впадения Иртыша.
Код объекта в государственном водном реестре — 15020300112115300023215.